# Дуант

Устройство циклотрона. Дуанты обозначены цифрой «3».

Дуант — один из двух ускоряющих D-образных электродов, находящихся в циклотроне.
Дуанты выглядят как чуть раздвинутые полые полуцилиндры, помещённые в вакуумную камеру между полюсами электромагнита, магнитное поле которого задаёт траекторию частиц. К дуантам прикладывается переменное электрическое напряжение, создавая электрическое поле, электрическое поле в зазоре между дуантами ускоряет движущиеся частицы.